# (1688) Wilkens
(1688) Wilkens est un astéroïde de la ceinture principale.

## Description
(1688) Wilkens est un astéroïde de la ceinture principale. Il fut découvert le 3 mars 1951 à La Plata par Miguel Itzigsohn. Il présente une orbite caractérisée par un demi-grand axe de 2,62 UA, une excentricité de 0,24 et une inclinaison de 11,8° par rapport à l'écliptique.

## Nom
(1688) Wilkens fut nommé en mémoire d'Alexander Wilkens (de) (1881–1968), astronome allemand. Il fit ses études en Allemagne, et travailla dans de nombreux observatoires allemands, puis dû rejoindre l'Argentine dans les années 1930, fuyant le régime nazi, il travailla alors à l'université nationale de La Plata et à l'observatoire de La Plata. Il décida de revenir à Munich en 1952 et enseigna en tant que professeur émérite de l'observatoire de l'université de Munich (de). Wilkens s'intéressa particulièrement à la mécanique céleste, en particulier à la théorie des perturbations, et en tant qu'observateur astronomique, il découvrit une discordance entre les systèmes de déclinaison astronomique utilisés dans les hémisphères nord et sud. Ses travaux sur le mouvement des astéroïdes troyens de Jupiter sont toujours considérés comme l’une des contributions les plus remarquables à la branche de la mécanique céleste.

La citation de nommage lui rendant hommage, publiée le 1er août 1980, mentionne : 

« Nommé en mémoire d'Alexander Wilkens, chercheur dans de nombreuses branches de l'astronomie, notamment la mécanique céleste. Il a travaillé pendant de nombreuses années en Allemagne, puis à l'observatoire de La Plata, où il a formé deux générations de mécaniciens célestes avant de retourner dans son pays natal. »

— Minor Planet Circular 5449,

## Compléments